# Грегор Салто
Грегор ван Оферен, известен повече като DJ Gregor Salto, е нидерландски диджей, който е създал собствен стил, наречен соладжа – смес от соул, латино и джаз.

## Биография
Грегор Салто е роден в Нидерландия през 1976 г. Свири на пиано от 8-годишен. С възрастта интересът му към музиката расте и на 15 години започва да прави музика в стил хаус на компютър Commodore Amiga.
След 2 години прави своя солов дебют с амстердамския лейбъл Fresh Fruit под псевдонима Scuba, последван от вълна от хаус, техно и транс.
През 2000 г. учи испанска филология и маркетинг в Мадрид, като отваря нова страница в музикалната си кариера със стила чилаут. През 2003 г. основава лейбъла G-Rex. Сега работи с испанския продуцент Dr. Kucho!.
През август 2005 г. пристига за първи път в България във връзка с участието му в парти във Варна.

## Дискография
Сингли в топ 40
Има един сингъл, попаднал в Can't stop playing (нидерландския топ 40). Задържа се там 10 седмици и достига до 12-о място в тази класация.